# Grania vacivasa
Grania vacivasa is een ringworm uit de familie van de Enchytraeidae. De wetenschappelijke naam van de soort is voor het eerst geldig gepubliceerd in 1993 door Coates & Stacey.